# Estadio Santa Cruz
El estadio Santa Cruz es un estadio de fútbol situado en el barrio de Jove, en Gijón, España. En él juega sus partidos como local el U.D. Gijón Industrial que actualmente compite en la Primera División del fútbol Asturiano (1 RFFPA). El terreno de juego del estadio es de césped artificial y dispone de un graderío con capacidad para 2 500 espectadores. 

## Historia
El estadio fue inaugurado en el año 1948 y, en un principio, disputaba en él sus partidos como local el Pelayo Club de Fútbol; sin embargo, tras la fusión de este con el Club Calzada pasó a ser propiedad del U.D. Gijón Industrial.
En mayo de 2016 el Ayuntamiento de Gijón aprobó remodelar el campo y convertir su superficie en hierba artificial. Fue reinaugurado en noviembre de 2016.